# Julien Damoy
Jean-Baptiste Julien Damoy est un épicier français (31 janvier 1844, Irreville - 8 mars 1941, Bégadan). 

## Carrière et activités

### Vins et supérettes
Établis à Paris dès la Belle Époque (boulevard de Sébastopol), les établissements Julien Damoy font construire une usine et des entrepôts sur plusieurs sites d'Ivry-sur-Seine au début du XXe siècle,. L'entreprise étend son activité de commerce de vins et d'épicerie générale à toute la France : « Julien Damoy » est l'enseigne de nombreuses succursales et  supérettes, jusque vers 1970.
Le « Granvillons », « grand vin Damoy » au goût de framboise, eut ses heures de gloire jusque dans les années 1960.
Julien Damoy était propriétaire de vignobles en Médoc (château La Tour de By à Bégadan), en Beaujolais à Romanèche-Thorins (château du Moulin-à-vent), ainsi qu'à Gevrey-Chambertin.

### Stéréoscopes et cartes stéréoscopiques
Il se distingua du point de vue artistique par l'édition de nombreuses séries de cartes postales stéréoscopiques, montrant les petits métiers et la vie quotidienne à Paris ou des scènes pittoresques du monde entier, livrées avec plusieurs modèles de stéréoscopes à prismes de belle qualité, en laiton nickelé,.